# Azja Środkowa

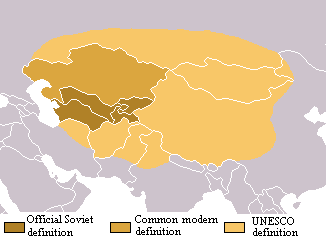
Azja Centralna w definicji wąskiej i szerokiej

Mapa polityczna państw Azji Środkowej

Azja Środkowa (także Azja Centralna, Środkowy Wschód) – region wyróżniany w geografii historycznej i politycznej.
Zasięg Azji Środkowej wyznacza się na podstawie kryteriów antropogeograficznych, przede wszystkim według granic państw regionu. Zgodnie z przeważającym obecnie nazewnictwem Azja Środkowa to zespół państw pomiędzy Rosją na zachodzie oraz północy, Chińską Republiką Ludową na wschodzie oraz Afganistanem i Iranem na południu. Tak rozumiana Azja Środkowa obejmuje pięć państw – dawnych republik związkowych ZSRR: Kazachstan, Uzbekistan, Turkmenistan, Kirgistan i Tadżykistan (zwane „stanami” z racji obecności w nazwach perskiego sufiksu „-stan” znaczącego „kraj”). Region Azji Środkowej w tym znaczeniu ma powierzchnię 4 mln km² i zamieszkiwany jest przez około 65 mln ludzi (2012).
W czasach ZSRR terminem „Azja Środkowa” (Средняя Азия – Sriedniaja Azija) określano jedynie Uzbekistan, Turkmenię, Kirgizję i Tadżykistan. Był to jeden wspólny obszar gospodarczy. Ze względu na cechy geograficzne Kazachstanu, republika ta nie była wliczana – stąd też w czasach sowieckich używano określenia „Azja Środkowa i Kazachstan”. W 1992 roku prezydent Kazachstanu Nursułtan Nazarbajew na szczycie państw Azji Środkowej zgłosił propozycję rezygnacji z definicji terminu „Azji Środkowej i Kazachstanu” na rzecz pojęcia „Azja Centralna” (Центральная Азия), obejmującego wszystkie postsowieckie republiki w regionie. Propozycja przyjęła się i tak też dziś powszechnie funkcjonuje, choćby w mediach.
Definicja Azji Centralnej wypracowana przez UNESCO w History of Civilizations of Central Asia wyznacza dużo szersze granice regionu Azji Centralnej, zaliczając do niego Mongolię, Tybet, północno-wschodni Iran (prowincje Golestan, Chorasan Północny i Chorasan-e Razawi), Afganistan, Pakistan (prowincje Chajber Pasztunchwa, Pendżab, Azad Dżammu i Kaszmir), Indie (stan Pendżab oraz regiony Kaszmir i Ladakh), środkowo-wschodnią Rosję na południe od linii borealnych lasów iglastych (tajgi) oraz pięć wspominanych już wcześniej republik poradzieckich. Taką definicję Azji Centralnej podaje także Collins Dictionary.
Alternatywną metodą jest określenie regionu w oparciu o pochodzenie etniczne, byłyby więc to w szczególności obszary zamieszkane przez ludy wschodnioturkijskie, wschodnioirańskie i mongolskie. Wówczas region Azji Centralnej zawierałby: pięć wspomnianych byłych republik poradzieckich, turkijskie regiony południowej Syberii, Mongolię, chińskie regiony autonomiczne Sinciang i Mongolia Wewnętrzna oraz północną część Afganistanu, tzw. Afgański Turkiestan. Region tak pojmowany, choć nie religijnie, etnicznie i językowo, ale kulturowo jest ze sobą spójny, na co wpływ miała wspólna historia cywilizacji ludów Wielkiego Stepu oraz położenie na Jedwabnym Szlaku oraz Wielkim Szlaku Herbacianym.
Azja Środkowa, obejmująca Kirgistan, Kazachstan, Uzbekistan, Tadżykistan i Turkmenistan, geopolitycznie odpowiada obszarowi tzw. Heartlandu (w wąskim znaczeniu terminu).
Azja Centralna to region o bardzo zróżnicowanym ukształtowaniu geograficznym obejmującym wysokie góry (Tienszan), rozległe pustynie (Kara-kum, Kyzył-kum, Takla Makan i Gobi) i trawiaste stepy. Większość obszaru nie nadaje się pod uprawę, między innymi ze względu na obecność wspomnianych już pustyń, jak i niedoboru wody. Do najważniejszych rzek należy zaliczyć Amu-darię, Syr-darię, Hari Rod i Murgab. Ponadto na obszarze tym położone są trzy jeziora: Aralskie, Bałchasz, a także Morze Kaspijskie. Dominuje klimat suchy, stepowy, z niewielką ilością opadów i dużymi wahaniami temperatur. Występuje tu kilka stref biogeograficznych od pustyń, żyznych stepów i lasów liściastych poprzez alpejskie łąki aż po tundrę. Bioróżnorodność regionu charakteryzuje się wysokim stopniem endemizmu: w niektórych obszarach, aż do 18–20% roślin stanowią gatunki bardzo rzadkie. Występuje tu około 7000 gatunków roślin kwiatowych, 900 gatunków kręgowców i 20 000 bezkręgowców. Wiele z nich wymienionych jest w Czerwonej księdze gatunków zagrożonych Światowej Unii Ochrony Przyrody (IUCN).
__

## Ludność i powierzchnia państw Azji Środkowej
| Państwo      | Powierzchnia [km²] | Ludność    |
| ------------ | ------------------ | ---------- |
| Kazachstan   | 2 724 900          | 19 186 015 |
| Turkmenistan | 488 100            | 5 180 000  |
| Uzbekistan   | 447 400            | 33 398 578 |
| Kirgistan    | 199 951            | 6 263 000  |
| Tadżykistan  | 143 100            | 7 800 000  |